# 2020년 카불 대학교 공격
2020년 카불 대학교 공격에 관한 문서이다.
2020년 11월 2일, 무장괴한 3명이 아프가니스탄 카불에 있는 카불 대학교 캠퍼스를 습격해 32명이 사망하고 50명이 부상을 입었다. 이 공격은 정부 관리들이 이란 도서 박람회 개막을 위해 캠퍼스에 도착할 것으로 예상되던 즈음에 시작되었다. 세 명의 총잡이는 나중에 보안군과의 교전 중에 사망했다. 공격은 오전 11시쯤 발생했다. 이라크 레반트-호라산 지역 이슬람 국가(ISIL-KP)는 이번 공격이 자신들의 소행이라고 주장했다.
이번 공격은 아프가니스탄 정부, 탈레반, ISIL 계열 반군 사이에 수개월간 긴장이 고조된 후에 발생했다.